# Ryan Taylor (wrestler)
Russell Gene Taylor (Phelan, 26 gennaio 1987) è un wrestler statunitense sotto contratto con la Ring of Honor, dove di esibisce con il ring name Taylor Rust.
Taylor ha lottato in diverse federazioni tra cui la New Japan Pro-Wrestling, la Pro Wrestling Guerrilla e la WWE.

## Carriera

### WWE (2008–2009, 2012)
Il 14 ottobre 2008 Taylor ha fatto il suo debutto in WWE nel roster di SmackDown come Ryan Taylor venendo sconfitto da Big Show in un "I Quit" match. Taylor è poi tornato nella puntata della ECW del 26 maggio 2009 venendo sconfitto, assieme a Joey Munoz, da Vladimir Kozlov in un 2-on-1 Handicap match. Taylor, successivamente, è apparso in diversi promo della WWE. Nel 2012 Taylor venne invitato ad un Try Out di tre giorni insieme a Adam Pearce, Davina Rose e Timothy Thatcher.

### Giappone (2009)
Nel 2009, Taylor è stato fortemente coinvolto nel Kaientai Dojo e ha fatto apparizioni per la DDT Pro-Wrestling e la HUSTLE. Il suo debutto in Giappone è stato al 1st Ring di Shinkiba, dove ha avuto successo in un tag team match con Quiet Storm. Il suo primo incontro con KDojo ha collaborato con Boso Boy Raito e Yuu Yamagata e sono stati sconfitti da Omega (Saburo Inematsu, Shiori Asahi, Yujo Hino). Si è poi unito a Omega quella settimana e ha lottato come parte della stable migliore nel Kaientai Dojo. Taylor ha lottato in uno degli ultimi spettacoli di HUSTLE al Tokyo Dome Hotel. Il 3 luglio 2009, Taylor è stato sconfitto da Quiet Storm in un match per l'UWA Light Heavyweight Championship. Taylor ha fatto la sua ultima apparizione per la promotion nel suo primo tour il 13 settembre 2009, quando ha collaborato con Saburo Inematsu e sono stati sconfitti dai Monster Plant (KAZMA e Kengo Mashimo).

### New Japan Pro-Wrestling (2020)
A giugno, Taylor ha preso parte a registrazioni televisive segrete al Dojo di Los Angeles della New Japan Pro-Wrestling per un nuovo spettacolo chiamato Lion's Break Collision. Il 13 giugno, Taylor ha fatto il suo debutto nel New Japan Pro-Wrestling come Rust Taylor, collaborando con Rocky Romero e venendo sconfitti da Clark Connors e TJP. Durante le stesse registrazioni, Taylor ha ottenuto la sua prima vittoria nella NJPW sconfiggendo il DKC.
A novembre, Taylor è tornato in NJPW allineando JR Kratos, Tom Lawlor e Danny Limelight per formare il nuovo Team Filthy . Il duo di Taylor e Kratos ha fatto il suo debutto in coppia sconfiggendo Rocky Romero e Jeff Cobb. Il 20 novembre, Taylor ha sconfitto Rocky Romero nel suo primo match in singolo in Giappone. Una settimana dopo al NJPW Strong # 17, Taylor ha combattuto il suo ultimo match nella NJPW in coppia con Kratos, Lawlor e Limelight sconfiggendo Fred Rosser, Jeff Cobb, PJ Black e Rocky Romero.

### Ring of Honor (2020)
Il 2 ottobre 2020 Taylor ha fatto il suo debutto nella Ring of Honor (ROH) partecipando al ROH Pure Tournament. Nel suo primo incontro, durante il torneo, Taylor è stato sconfitto ed eliminato da Tracy Williams.

### Ritorno in WWE (2020–2021)

#### NXT(2020–2021)
La prima apparizione di Taylor, con il ringname Russ Taylor, avvenne nella puntata di 205 Live del 18 giugno 2019 dove venne sconfitto da The Brian Kendrick. Taylor firmò poi con la WWE nel dicembre del 2020, venendo mandato al Performance Center per allenarsi. La prima apparizione di Taylor, come Tyler Rust, avvenne nella puntata di NXT del 2 dicembre come uno dei partecipanti del Thatch-as-Thatch Can di Timothy Thatcher. Nella puntata di NXT del 9 dicembre Rust intervenne contro Tommaso Ciampa durante il suo match (poi vinto) contro Cameron Grimes ma venne respinto, venendo visto poco dopo parlare con Malcolm Bivens nel backstage. Nella puntata di NXT del 16 dicembre Rust fece il suo debutto sul ring venendo sconfitto da Tommaso Ciampa. Nella puntata di NXT del 23 dicembre Rust, affiancato da Malcolm Bivens come suo nuovo manager, sconfisse Ariya Daivari. Rust tornò dopo una lunga assenza nella puntata di NXT del 22 giugno insieme ad Hachiman e Roderick Strong attaccando Kushida, segnando la prima apparizione della Diamond Mine, la nuova stable creata dai tre con Malcolm Bivens come manager.
Il 6 agosto Rust venne rilasciato dalla WWE.

### Ritorno in Ring of Honor (2021–presente)
Taylor tornò in Ring of Honor il 21 settembre 2021 durante l'evento Death Before Dishonor XVIII sconfiggendo Jake Atlas.

## Personaggio

### Mosse finali
- Gaia Lock (Modified headscissors armbar)
- Headlock driver

### Manager
- Malcolm Bivens

### Soprannomi
- "The King of Submissions"
- "The SoCal Kid"

### Musiche d'ingresso
- Survive dei Def Rebel (WWE; 2020–2021)
- The Tide is Turning dei Def Rebel (WWE; 2021; usata come membro della Diamond Mine)

## Titoli e riconoscimenti
- Championship Wrestling from Hollywood
  - CWFH Heritage Tag Team Championship (1) – con Joey Ryan
  - MAV Television Championship (2)
  - UWN Tag Team Championship (1) – con Tomaste
  - Percy Pringle III Cup (2012)
- Empire Wrestling Federation
  - EWF American Championship (1)
  - EWF Cruiserweight Championship (2)
  - EWF Heavyweight Championship (2)
  - EWF Tag Team Championship (3) – con Mondo Vega
  - Great Goliath Battle Royal (2008)
  - Wrestler of the Year (2008)
  - Match of the Year (2008)
  - Match of the Year (2007)
  - Most Improved Wrestler (2006)
  - Rookie of the Year (2004)
- Millennium Pro Wrestling
  - MPW World Championship (1)
  - MPW World Title Tournament (2010)
- NWA Championship Wrestling From Hollywood
  - NWA Heritage Championship (1)
- Pro Wrestling Illustrated
  - 275º tra i 500 migliori wrestler singoli nella PWI 500 (2015)
- West Coast Wrestling Connection
  - WCWC Heavyweight Championship (1)